# A Gormiti epizódjainak listája
Ez a szócikk a Gormiti című animációs sorozat epizódjait sorolja fel.
Háromezer éve a Gormiti szigetén élők szembenéztek a legkomolyabb helyzetekkel. Magortnak a Volcano törzsnének, rengeteg vezetője volt, a bekerített hatalomban. A sötét haragok és vulkáni hatalmak azzal fenyegették a szigetet, hogy az összes élő Gormitival egyetemben, kihaljon az egész sziget. Magort csak az önzetlen küzdelemben és a hihetetlen hatalmon keresztül verték meg. Felkészült a küzdelemre a négy törzsből Föld, Air, Sea és Forest. A rejtélyes segítjük, az öreg bölcs, aki irányította a törzseket.
És megvédjék Gormitit és a Földet a Láva gormoktól.

## Évados áttekintés
| Évad | Évad | Részek száma | Részek száma | Eredeti sugárzás  | Eredeti sugárzás    | Magyar sugárzás | Magyar sugárzás |
| Évad | Évad | Részek száma | Részek száma | Évadbemutató      | Évadzáró            | Évadbemutató    | Évadzáró        |
| ---- | ---- | ------------ | ------------ | ----------------- | ------------------- | --------------- | --------------- |
|      | 1.   | 26           | 26           | 2008. október 27. | 2009. december 30.  | n. a.           | n. a.           |
|      | 2.   | 26           | 26           | 2009. október 31. | 2010. október 24.   | n. a.           | n. a.           |
|      | 3.   | 13           | 13           | 2010. október 30. | 2011. augusztus 11. | n. a.           | n. a.           |

## Epizódok

### 1. évad (2009)
| Sor. | Év. | Cím                                         | Rendező       | Író            | Premier            | Gyártási szám |
| ---- | --- | ------------------------------------------- | ------------- | -------------- | ------------------ | ------------- |
| 1.   | 1.  | A kénes kő (The Sulfur Stone)               | Pascal Jardin | Brian Swenlin  | 2008. október 27.  | 101           |
| 2.   | 2.  | A félelmetes fa (Lucas Goes Green)          | Pascal Jardin | Brian Swenlin  | 2008. október 29.  | 102           |
| 3.   | 3.  | A vágy eltűnt szíve (The Keeper Kept)       |               | Mike Kubat     | 2008. október 31.  | 103           |
| 4.   | 4.  | Mágikus csatatér (Tidal Wave Goodbye)       |               | Brian Swenlin  | 2008. november 3.  | 104           |
| 5.   | 5.  | A táncolópókok királya (Curse of the Crown) |               | Brandon Sawyer | 2008. november 5.  | 105           |
| 6.   | 6.  | Fenevadak (Beastly)                         |               | Ben Joseph     | 2008. november 7.  | 106           |
| 7.   | 7.  | Száműzöttek (Outsiders)                     |               | Amy Wolfman    | 2008. november 10. | 107           |
| 8.   | 8.  | Fekete sógyémánt (Black Salt Diamonds)      |               | Franck Young   | 2008. november 12. | 108           |
| 9.   | 9.  | Vízalatti járvány (Underwater Extinction)   |               |                | 2008. november 14. | 109           |
| 10.  | 10. | Az ördöggyökér (Root of Evil)               |               |                | 2008. november 18. | 110           |
| 11.  | 11. | Áramszünet (Shock to the System)            |               |                | 2008. november 20. | 111           |
| 12.  | 12. | A merénylő (Sick Day)                       |               |                | w00i. november 25. | 112           |
| 13.  | 13. | Földönkívüliek (Tunnel Vision)              |               |                | 2008. november 27. | 113           |
| 14.  | 14. | Békaeső (Toad House Blues)                  |               |                | 2008. december 1.  | 114           |
| 15.  | 15. | A jóslat (Lords of Fate)                    |               |                | 2008. december 3.  | 115           |
| 16.  | 16. | Gekkó kapitány (Sting of Insectus)          |               |                | 2008. december 5.  | 116           |
| 17.  | 17. | Szuper gormiti (Super Gormiti)              |               |                | 2008. december 8.  | 117           |
| 18.  | 18. | Alma Albert (Crops of Wrath)                |               |                | 2008. december 10. | 118           |
| 19.  | 19. | Arc a ködben (The Fog)                      |               |                | 2008. december 12. | 119           |
| 20.  | 20. | Légi csata (The Harvest)                    |               |                | 2008. december 15. | 120           |
| 21.  | 21. | Illemtan (Manners)                          |               |                | 2008. december 17. | 121           |
| 22.  | 22. | A káoszútvesztője (Labyrinth of Chaos)      |               |                | 2008. december 19. | 122           |
| 23.  | 23. | A kék gyöngy (The Supreme of Darkness)      |               |                | 2008. december 22. | 123           |
| 24.  | 24. | Kővé dermedve (Dazed)                       |               |                | 2008. december 24. | 124           |
| 25.  | 25. | Örvények, 1. rész (Slip Rift, part 1)       |               |                | 2008. december 26. | 125           |
| 26.  | 26. | Örvények, 2. rész (Slip Rift, part 2)       |               |                | 2008. december 30. | 126           |

### 2. évad (2010)
| Sor. | Év. | Cím                                                                                        | Rendező | Író | Premier                                           | Gyártási szám |
| ---- | --- | ------------------------------------------------------------------------------------------ | ------- | --- | ------------------------------------------------- | ------------- |
| 27.  | 1.  | Gorm férge (Megamax/Kölyökklub) (The Rot of Gorm)                                          |         |     | 2009. október 31. 2024. május 11. (Kölyökklub)    | 201           |
| 28.  | 2.  | Nyolclábúak (Megamax), Pókinvázió (Kölyökklub) (Going Buggy)                               |         |     | 2009. november 7. 2024. május 12. (Kölyökklub)    | 202           |
| 29.  | 3.  | A tenger királya (Megamax), A kristály átka (Kölyökklub) (The Crystal Curse)               |         |     | 2009. november 14. 2024. május 12. (Kölyökklub)   | 203           |
| 30.  | 4.  | A feledés völgye (The Forgotten Valley)                                                    |         |     | 2009. november 21. 2024. május 13. (Kölyökklub)   | 204           |
| 31.  | 5.  | A holdkő hegysége (Refracting Rock)                                                        |         |     | 2009. november 28. 2024. május 13. (Kölyökklub)   | 205           |
| 32.  | 6.  | A sötét verem (Senseless)                                                                  |         |     | 2009. december 5. 2024. május 14. (Kölyökklub)    | 206           |
| 33.  | 7.  | A végtelen gyűrűje (Megamax) Az örökké valóság gyűrűje (Kölyökklub) (The Ring of Eternity) |         |     | 2009. december 12. 2024. május 14. (Kölyökklub)   | 207           |
| 34.  | 8.  | A sötétség gyémántjai (Diamonds are a Evil Lord's Best Friend)                             |         |     | 2009. december 19. 2024. május 15. (Kölyökklub)   | 208           |
| 35.  | 9.  | Megtévesztés (Diverted)                                                                    |         |     | 2009. december 26. 2024. május 15. (Kölyökklub)   | 209           |
| 36.  | 10. | Cserebere (Exchange of Powers)                                                             |         |     | 2010. április 17. 2024. május 16. (Kölyökklub)    | 210           |
| 37.  | 11. | Tengeri erőd (Battle from Within)                                                          |         |     | 2010. április 10. 2024. május 16. (Kölyökklub)    | 211           |
| 38.  | 12. | Vezéráldozat (Hibernation)                                                                 |         |     | 2010. október 16. 2024. május 17. (Kölyökklub)    | 212           |
| 39.  | 13. | A köd védőburka (Solitary Egg)                                                             |         |     | 2010. április 24. 2024. május 17. (Kölyökklub)    | 213           |
| 40.  | 14. | Toppantó átok (Grounded)                                                                   |         |     | 2010. május 1. 2024. május 18. (Kölyökklub)       | 214           |
| 41.  | 15. | A köd kupolája (Crushed)                                                                   |         |     | 2010. május 8. 2024. május 18. (Kölyökklub)       | 215           |
| 42.  | 16. | A lég úrnője (Megamax) Szárnyak nélkül (Kölyöklub) (Wingless)                              |         |     | 2010. május 15. 2024. május 19. (Kölyökklub)      | 216           |
| 43.  | 17. | Erdőpusztító (Forest Asunder)                                                              |         |     | 2010. május 22. 2024. május 19. (Kölyökklub)      | 217           |
| 44.  | 18. | A hósólyom útja (Megamax), A hósas útja (Kölyökklub) (Flight of the Snow Eagle)            |         |     | 2010. május 29. 2024. május 20. (Kölyökklub)      | 218           |
| 45.  | 19. | A mélység gyöngye (The Pearl of the Deep)                                                  |         |     | 2010. június 5. 2024. május 20. (Kölyökklub)      | 219           |
| 46.  | 20. | Csetlés és botlás (Megamax), Csetlés botlás (Kölyökklub) (Tripping Up)                     |         |     | 2010. június 12. 2024. május 21. (Kölyökklub)     | 220           |
| 47.  | 21. | A jég szablyája (Power of the North)                                                       |         |     | 2010. június 19. 2024. szeptember 8. (Kölyökklub) | 221           |
| 48.  | 22. | Dél ereje (Power of the South)                                                             |         |     | 2010. szeptember 26. 2024. szeptember 8.          | 222           |
| 49.  | 23. | A nyugat hatalma (Power of the West)                                                       |         |     | 2010. szeptember 25. 2024. szeptember 9.          | 223           |
| 50.  | 24. | A kelet hatalma (Power of the East)                                                        |         |     | 2010. október 17. 2024. szeptember 9.             | 224           |
| 51.  | 25. | Örök sötétség, 1. rész (Eternal Eclipse, part 1)                                           |         |     | 2010. október 23. 2024. szeptember 10.            | 225           |
| 52.  | 26. | Örök sötétség, 2. rész (Eternal Eclipse, part 2)                                           |         |     | 2010. október 24. 2024. szeptember 10.            | 226           |

### 3. évad (2011)
| Sor. | Év. | Cím                                       | Rendező | Író | Premier                                  | Gyártási szám |
| ---- | --- | ----------------------------------------- | ------- | --- | ---------------------------------------- | ------------- |
| 53.  | 1.  | Újjászületés (Rebirth)                    |         |     | 2010. október 30. 2024. szeptember 11.   | 301           |
| 54.  | 2.  | Por a szélben (Dust in the Wind)          |         |     | 2010. október 31. 2024. szeptember 11.   | 302           |
| 55.  | 3.  | A víz ereje (Forces of Water)             |         |     | 2010. november 6. 2024. szeptember 12.   | 303           |
| 56.  | 4.  | Tűz a rengetegben (Forest of Fire)        |         |     | 2010. november 7. 2024. szeptember 12.   | 304           |
| 57.  | 5.  | A szelek átka (Curse of the Winds)        |         |     | 2010. november 13. 2024. szeptember 13.  | 305           |
| 58.  | 6.  | Fekete víz (Black Water)                  |         |     | 2010. november 14. 2024. szeptember 13   | 306           |
| 59.  | 7.  | Lávakövek (Lava Rocks)                    |         |     | 2010. november 20. 2024. szeptember 14.  | 307           |
| 60.  | 8.  | Láthatatlan (Unseen Danger)               |         |     | 2010. november 21. 2024. szeptember 14.  | 308           |
| 61.  | 9.  | Földalatti támadás (Underground Attack)   |         |     | 2011. augusztus 11. 2024. szeptember 15. | 309           |
| 62.  | 10. | A megmérgezett erdő (The Poisoned Forest) |         |     | 2010. november 27. 2024. szeptember 15.  | 310           |
| 63.  | 11. | A köd (Magor's Fog)                       |         |     | 2011. augusztus 11.                      | 311           |
| 64.  | 12. | A fém (Metal Leaves)                      |         |     | 2011. augusztus 11.                      | 312           |
| 65.  | 13. | Az átjáró (The Passageway)                |         |     | 2011. augusztus 11.                      | 313           |